# Terror in the Wax Museum
Pour plus de détails, voir Fiche technique et Distribution.
Terror in the Wax Museum est un film américain d'horreur réalisé par Georg Fenady, sorti en 1973.

## Synopsis
Dans un musée de cire, le directeur et le sculpteur sont confrontés à des modèles qui prennent vie…

## Fiche technique
- Titre : Terror in the Wax Museum
- Titre original : Terror in the Wax Museum
- Réalisation : Georg Fenady
- Scénario : Jameson Brewer, Andrew J. Fenady
- Production : Bing Crosby, Andrew J. Fenady, Charles A. Pratt
- Musique : George Duning
- Photographie : William B. Jurgensen
- Montage : Melvin Shapiro
- Direction artistique : Stan Jolley
- Costumes : Vou Lee Giokaris, Oscar Rodriguez
- Chef-décorateur : Carl Biddiscombe
- Pays d'origine : États-Unis
- Langue : anglais
- Genre : horreur
- Durée : 93 minutes
- Dates de sortie : mai 1973  États-Unis

## Distribution
- Ray Milland : Harry Flexner
- Elsa Lanchester : Julia Hawthorn
- Maurice Evans : Inspecteur Daniels
- John Carradine : Claude Duprée
- Louis Hayward : Tim Fowley
- Patric Knowles : M. Southcott
- Lisa Lu : Mme Yang
- Shani Wallis : Laurie Mell
- Broderick Crawford : Amos Burns
- Ben Wright : Agent de police

## Distinctions
- Nomination au Saturn Award du meilleur film d'horreur 1975